# 蘇原新栄町
蘇原新栄町（そはらしんさかえまち）は、岐阜県各務原市の地名。現行行政町名は蘇原新栄町一丁目から蘇原新栄町三丁目。
地名は新興繁栄地いう意味が込められている。

## 地理
各務原市の蘇原地区に属する。町域の東部と北部は蘇原野口町、西部は蘇原青雲町、南部は蘇原柿沢町、蘇原旭町、蘇原菊園町、蘇原栄町、蘇原瑞雲町に接する。
道路
- 県道205号長森各務原線
- 蘇原中央通り
- 栄通り
- いちょう通り

## 歴史
1968年（昭和43年）8月31日に蘇原野口町の一部をもって蘇原新栄町を設置する。

## 世帯数と人口
2024年（令和6年）10月1日現在の世帯数と人口は以下の通りである。
| 丁目             | 世帯数  | 人口    |
| ---------------- | ------- | ------- |
| 蘇原新栄町一丁目 | 259世帯 | 524人   |
| 蘇原新栄町二丁目 | 272世帯 | 600人   |
| 蘇原新栄町三丁目 | 185世帯 | 334人   |
| 計               | 716世帯 | 1,458人 |

## 小・中学校の学区
市立小・中学校に通う場合、学区は以下の通りとなる。
| 番・番地等 | 小学校                   | 中学校               |
| ---------- | ------------------------ | -------------------- |
| 全域       | 各務原市立蘇原第一小学校 | 各務原市立蘇原中学校 |

## 主な施設
- 野口廃寺跡